# Pteropera poirieri
Pteropera poirieri är en insektsart som beskrevs av Donskoff 1981. Pteropera poirieri ingår i släktet Pteropera och familjen gräshoppor. Inga underarter finns listade i Catalogue of Life.